# Otto Maas (Zoologe)
Otto Philipp Maas (* 30. Juli 1867 in Mannheim; † 17. März 1916 in München) war ein deutscher Zoologe und Hochschullehrer für Entwicklungsgeschichte.

## Leben
Otto Maas studierte an den Universitäten München, Straßburg und Berlin Zoologie und Medizin und wurde 1890 mit einer Arbeit über die Entwicklung des Süßwasserschwammes zum Dr. phil. promoviert. Im Jahr 1894 habilitierte er sich an der Ludwig-Maximilians-Universität München für Zoologie und vergleichende Anatomie. 1902 erhielt er in München den Titel und Rang eines außerordentlichen Professors und 1908 einen besoldeten persönlichen Lehrauftrag für vergleichende und experimentelle Entwicklungsgeschichte sowie an der Königlich Bayerischen Akademie für Landwirtschaft und Brauerei in Weihenstephan den Lehrauftrag für allgemeine Zoologie.
Neben der allgemeinen und experimentellen Entwicklungsgeschichte beschäftigte Otto Maas sich überwiegend mit der Erforschung der Nesseltiere und ist in diesem Bereich unter anderem Erstbeschreiber der Schirmqualle Nausithoe albatrossi (Maas, 1897) sowie der von ihm zu Ehren des US-amerikanischen Zoologen Henry Bryant Bigelow benannten Hydrozoe Euphysora bigelowi Maas, 1905, aus der Familie der Corymorphidae.
Otto Maas wurde am 8. März 1906 unter der Matrikel-Nr. 3208 in der Fachsektion Zoologie und Anatomie als Mitglied in die Kaiserliche Leopoldinisch-Carolinische Deutsche Akademie der Naturforscher aufgenommen.
Er war seit 1903 mit seiner Frau Helene, geborene Münzing, verheiratet.

## Schriften (Auswahl)
- Über die Entwicklung des Süßwasserschwammes. In: Zeitschrift für wissenschaftliche Zoologie, 50, 1890, S. 527–554, Tafel XXII–XXIII (Digitalisat)
- Die Medusen. Memoirs of the Museum of Comparative Zoology at Harvard College, Volume XXIII, 1, XXI, Printed for the Museum, Cambridge 1897 (Digitalisat)
- Über Medusen aus dem Solenhofer Schiefer und der unteren Kreide der Karpathen. In: Palaeontographica. Beiträge zur Naturgeschichte der Vorwelt, 48, Sechste Lieferung vom April 1902, Stuttgart 1901–1902, S. 297–322, Tafel XXII–XXIII (Digitalisat)
- Einführung in die experimentelle Entwickelungsgeschichte (Entwickelungsmechanik). J.F. Bergmann, Wiesbaden 1903 (Digitalisat)
- Die Scyphomedusen der Siboga-Expedition. Buchhandlung und Druckerei vormals E.J. Brill, Leiden 1903 (Digitalisat)
- Méduses provenant des campagnes des yachts Hirondelle et Princesse-Alice (1886–1903). Résultats des campagnes scientifiques accomplies sur son yacht par Albert 1er, prince souverain de Monaco, Fascicule XXVIII, Monaco 1904 (Digitalisat)
- Die craspedoten Medusen der Siboga-Expedition. Buchhandlung und Druckerei vormals E.J. Brill, Leiden 1905 (Digitalisat)
- Lebensbedingungen und Verbreitung der Tiere. Teubner, Leipzig 1907 (Digitalisat)
- Japanische Medusen. In: Franz Theodor Doflein (Hrsg.): Beiträge zur Naturgeschichte Ostasiens. Abhandlungen der Bayerischen Akademie der Wissenschaften, mathematisch physikalische Classe, Supplement Band 1, S. 1–53, Tafel 1–3, München 1909 (Digitalisat)
- mit Otto Renner: Einführung in die Biologie. Oldenbourg, München und Berlin 1912 (Digitalisat)